# ディープオブマッスル
『ディープオブマッスル!! キン肉マン リアルノベルズ』は、2009年から2012年まで集英社のモバイルサイト『週プレモバイル』に連載された原作：ゆでたまご、構成：山下貴弘による小説作品。ゆでたまごの漫画『キン肉マン』を原作にしている。

## 概要
『キン肉マン』に登場する超人たちの、漫画では描ききれなかった秘話が書かれた小説作品。
『週刊プレイボーイ』2011年1月31日号と2011年6月6日号にそれぞれ特別編が一話ずつ掲載された。2021年3月8日号には『帰ってきたディープオブマッスル!! キン肉マン リアルノベルズ』が掲載された。
また、『週刊プレイボーイ』2023年10月30日号 - 12月4日号および同日更新の「週プレNEWS」において、原作担当の嶋田隆司が入院したため休載となった『キン肉マン』に代わり、『ディープオブマッスル!!』エピソード22「変幻自在! スニゲーターの“悪魔の変身講座”」を原作とし、作画担当の中井義則が描き下ろした『ディープオブマッスル!!特別編 ステカセキング&スニゲーター外伝 悪魔の変身講座“TRANSFORM METHOD”!!の巻』が全5回にわたって掲載された。

## エピソード

### 週プレモバイル掲載分
エピソード1 「超異色コンビ誕生の秘密!」
正統派アイドル超人スカイマンと世界三大残虐超人のひとりカレクック、ふたりの出会いからコンビ結成まで。
エピソード2 「幻の残虐集団! 真・ソルジャー伝」
真・キン肉マンソルジャー（ソルジャーマン）の過去と、真ソルジャー・チームの知られざる戦いの軌跡。
エピソード3 「ザ・ニンジャ 魔道転生の秘密」
若き日のザ・ニンジャが悪魔超人界へと身を落とすまで。
エピソード4 「夢の島のミキサー大帝!」
ミキサー大帝の悲しき誕生秘話と、マリポーサチーム加入までの足跡。
エピソード5 「こちらキン骨マン研究所!!」
ブラック・シャドー制作秘話。
エピソード6 「ハワイに生まれし天才の苦悩 ジェシー・メイビア」
幻の実力派ジェシー・メイビアの強さに迫る。
エピソード7 「ホビー戦争再び! 続・チエの輪マンVSキューブマン」
超人オリンピック ザ・ビッグファイトでキューブマンに敗北した時代遅れのおもちゃ超人・チエの輪マンの再起の物語。
エピソード8 「蒙古マスクに秘められし想い! 〜ドクターボンベ、西方へ〜」
モンゴルマンマスク制作のため、ドクター・ボンベが残虐超人ゴクウマンと共に幻の大地“ガンダーラ”を目指す。
エピソード9 「ブラックホール&ペンタゴン 白と黒なる従兄弟タッグの秘密」
ブラックホールとペンタゴン、切っても切れない深い縁で結ばれたふたりの、幼き頃からの長きに渡る誓いのドラマ。
エピソード10 「盗っ人ジョージ伝 〜悲劇の王子・マリポーサ〜」
キン肉マンマリポーサの半生と、彼が王位継承候補に名乗りをあげた本当の理由。
エピソード11 「銅ベルマン刑事 〜古代インカ 便器戦争の謎!〜」
銅ベルマンとベンキマンの意外な関係。
本作でのベンキマンの設定は、後にゆでたまごにより描かれた読切漫画「キン肉マン外伝 ベンキマン〜失われたインカの記憶〜」のものとは異なるものとなっている。
エピソード12 「復活のサンシャイン 〜呪いのローラー誕生秘話〜」
はぐれ悪魔超人コンビの宇宙タッグトーナメント前日譚。
エピソード13 「鬼の目にも涙!? 超人墓場ウラ物語!!」
超人墓場の鬼の目から見た、ブロッケンマンやウルフマンら超人たちの死後の姿。
エピソード14 「ベルリンの伝説 〜超人血盟軍 結成前夜物語〜」
超人血盟軍結成のきっかけとなったベルリン強盗立てこもり事件の真相。
エピソード15 「家電超人物語 〜時代遅れの英雄達〜」
ステカセキングやミスターF・Cなど、時代から取り残された家電超人たちの苦悩と努力。
エピソード16 「稀代の手品師! デビル・マジシャン放浪記」
デビル・マジシャンの生い立ち。心美しき少年が残虐超人に転身するまで。
エピソード17 「マンモスマン 1万年前の秘密」
太古の昔、マンモスマンが生きたまま永久凍土に閉じ込められるまで。
エピソード18 「テリーマン先生、テキサスへ! 〜魂を継ぐ者達〜」
王位争奪戦参戦直前、テキサスの超人学校に講師として派遣されたテリーマンと教え子たちの短くも熱きドラマ。
エピソード19 「バイクマン&モーターマン! 〜ハイブリッドな運命〜」
バイクマンとモーターマンの運命的な出会いと決別、そして再びの共闘まで。
エピソード20 「少年ジェロニモ 〜オラ、ウソつかない〜」
超人に憧れつづけたジェロニモの幼少の日々。
エピソード21 「神出鬼没! 怪盗超人ルピーン参上!!」
“正義の大泥棒”ルピーンが、宇宙超人委員会委員長ハラボテ・マッスルに重要な仕事の依頼を受ける。
エピソード22 「変幻自在! スニゲーターの“悪魔の変身講座”」
変身の達人スニゲーターが、ステカセキングやサンシャインに変身の極意を手ほどきする。
ラストで完璧・無量大数軍が攻めてくる数日前の出来事であることが明かされ、「完璧超人始祖編」に続くような形になっている。

### 週刊プレイボーイ掲載分
伝説のキン肉スペシャル!の巻
2011年1月31日号に掲載。
キン肉スペシャルの誕生秘話と封印の秘密。なお、『キン肉マンII世 究極の超人タッグ編』ともリンクする仕掛けとなっている。
7人の悪魔超人、来襲前夜!の巻
2011年6月6日号に掲載。
7人の悪魔超人たちがキン肉マンに挑戦状を叩きつけるその前夜、ミスターカーメンが7人それぞれの運命の超人を占う。
キン肉族 マスクの誓い!!の巻
2021年3月8日号に掲載。
コロナ禍に合わせた、超人のマスクについての知られざる秘話。

## 本作に登場する超人
原作の超人応募で紹介されたものの、本編には登場できなかった超人や、本作オリジナルの超人も登場している。
テール・ランプ
エピソード2に登場。キン肉マンソルジャー（ソルジャーマン）が真・ソルジャーチームの先鋒として選ぼうとしたオランダの電球超人。
ゴクウマン
エピソード8に登場。かつて超人オリンピックに中国代表として出場した残虐超人。旧友のゴジョウマン、ハッカイマンと共にドクター・ボンベの旅に同行する。
コンドラー
エピソード8に登場。ヒマラヤ出身の鳥型超人。多額の懸賞金をかけられたドクター・ボンベを狙って、一族を引き連れてヒマラヤ山麓から飛来した。技は「フライング・クローシャワー」。
大三元
エピソード8に登場。ガンダーラの門番。麻雀牌の化身超人であり、長男の白（ハク）、次男の發（ハツ）、三男の中（チュン）の3人からなる雀牌戦士。
バミューダIII
エピソード9に登場。ブラックホールと同じ一族である三つ子の超人。技は3人直列の陣形「フォーメーションγ」からの「吸引トリプルブラックホール」。
トイレット男爵
エピソード11に登場。ベンキマンが主を務める格闘道場の師範代の1人。洋式一派が彼を自分たちの道場に拉致し、袋叩きしたことでベンキマンの怒りを買う。
ベンザマン
エピソード11に登場。便器超人界では和式一派と双璧をなす洋式一派の総帥。本名は「エメラルド・ベンザ13世」で、全身が宝石のエメラルドでできている。技は「エメラルド・バレット」。超人硬度は7 - 8。
ローラーマン
エピソード12に登場。サンシャインに呪いのローラーを伝授した残虐超人。技は「砂漠のローラー奥義 体液脱水しぼり」。
ボックマン
エピソード14に登場。キン肉アタル（ソルジャー）が西ベルリンで倒した強盗犯。東ベルリンからの亡命超人。
アイポマン
エピソード15に登場。新興の音楽再生機超人。ステカセキングを時代遅れだと馬鹿にして返り討ちに遭った。
デビル・マギー
エピソード16に登場。デビル・マジシャンの父親。超人界きっての手品師であり、かつてはスペインの悪夢と呼ばれた元残虐超人。
マグニチュードIマン
エピソード18に登場。超人委員会の命を受けてテリーマンの身柄を確保しようとした岩石超人。超人委員会の遣いからは「部長」と呼ばれていた。